# 모하메드 디오망데
모하메드 바바 디오망데(프랑스어: Mohamed Baba Diomande, 2001년 10월 30일~)는 코트디부아르의 축구 선수로, 포지션은 미드필더 또는 레프트 윙어이다. 현재  스코티시 프리미어십의 레인저스와 코트디부아르 대표팀 소속으로 뛰고 있다. 그는 덴마크 수페르리가의 노르셸란 소속으로 프로 선수 경력을 시작했다.

## 구단 경력

### 노르셸란
코트디부아르 수도 아비장의 요푸공 교외의 와사카라에서 자란 디오망데는 가나의 라이트 투 드림 아카데미를 통해 덴마크 클럽 FC 노르셸란으로 왔다. 그는 2020년 2월 19일 AC 호르센스와의 덴마크 수페르리가 경기에서 프로 데뷔 전을 치렀고, 6-0으로 이긴 홈 경기에서 60분에 클린턴 안트우이와 교체되었다.  디오망데는 그 후 플레밍 페데르센 감독에 의해 칭찬을 받았는데, 그는 "그는 경기장의 많은 부분을 커버합니다. 그가 수페르리가에 적응할 때, 그는 또한 우리의 가장 중요한 선수들 중 한 명이 될 것입니다."라고 말했다. 그는 총 15경기 출전으로 시니어 선수로서 첫 시즌을 마쳤다.
디오망데는 2020-21 시즌 첫 경기였던 2020년 9월 13일, 브뢴뷔 IF와의 경기에서 노르셸란 소속으로 첫 골을 기록했다.

#### 레인저스로의 임대
2024년 1월 26일 디오망데는 스코티시 프리미어십 팀 레인저스와 임대 계약을 체결했다. 그는 2024년 2월 6일 애버딘과의 스코티시 프리미어십 경기에서 토드 캔트웰과 교체되어 85분에 교체 투입되며 레인저스 데뷔 전을 치렀다. 그는 2024년 2월 18일 세인트 존스톤과의 원정 경기에서 레인저스 첫 골을 넣었다.

## 국가대표팀 경력
코트디부아르에서 태어난 디오망데는 가나 혈통이다. 그는 2023년 3월, 코트디부아르 U-23에 소집되었으며 1경기에 출전했다. 그 이후로 그는 초기 경력 때문에 가나 국가대표팀에 소집되었다.
디오망데는 2024년 6월 7일, 아마두 공 쿨리발리 경기장에서 열린 가봉과의 2026년 FIFA 월드컵 예선 전에서 코트디부아르 국가대표팀 데뷔 전을 치렀다. 그는 78분에 장 미카엘 세리와 교체되어 코트디부아르의 1-0 승리를 이끌었다.